# Tanycoryphus saharensis
Tanycoryphus saharensis is een vliesvleugelig insect uit de familie bronswespen (Chalcididae). De wetenschappelijke naam is voor het eerst geldig gepubliceerd in 1967 door Hedqvist.